# 1940 az irodalomban
Az 1940. év az irodalomban.

## Események
- Budapesten megszűnik a Tormay Cécile által 1923-ban indított irodalmi folyóirat, a Napkelet

## Megjelent új művek

### Próza
- Heðin Brú feröeri író regénye: Feðgar á ferð (Az öregember és fiai)
- Dino Buzzati: Il deserto dei Tartari (A Tatárpuszta)
- Erskine Caldwell amerikai író regénye: Trouble in July (Embervadászat)
- Willa Cather: Sapphira and the Slave Girl (A félvér)
- Agatha Christie:
  - Cipruskoporsó (Sad Cypress)
  - A fogorvos széke (One, Two, Buckle My Shoe)
- William Faulkner regénye: The Hamlet (Tanyán)
- Arkagyij Gajdar: Timur és csapata (Timur i jevo komanda), ifjúsági regény
- Graham Greene regénye: The Power and the Glory (Hatalom és dicsőség)
- Jan de Hartog holland író: Hollands Glorie (Hollandia dicsősége), történelmi regény
- Ernest Hemingway: Akiért a harang szól (For Whom the Bell Tolls)
- Arthur Koestler regénye: Darkness at noon (Sötétség délben)
- Thomas Mann: Die vertauschten Köpfe. [Eine indische Legende] (Elcserélt fejek, alcím: [Indiai legenda])
- Upton Sinclair regénye: Worlds End (Letűnt világ)
- Megjelenik Mihail Solohov fő műve, a Csendes Don (Тихий Дон) utolsó, nyolcadik része; ezzel befejeződik a 4 könyvből, 8 részből álló nagy regény első kiadása (1928–1940)
- Dylan Thomas novelláskötete: Portrait of the Artist as a Young Dog (Az író arcképe kölyökkutya korából)
- Prežihov Voranc szlovén író regénye: Doberdo
- Richard Wright amerikai író regénye: Native Son (Meghajszolt vad)

### Költészet
- Jorgosz Szeferisz: Imerologio Katastromatos I. (Fedélzetnapló I.)

### Dráma
- Jean Anouilh: Léocadia, bemutató

### Magyar irodalom
- Babits Mihály költeménye könyv alakban: Jónás könyve
- Kassák Lajos versei: Sötét egek alatt
- Gelléri Andor Endre novelláinak gyűjteménye: Villám és esti tűz
- Jékely Zoltán regénye: Zugliget
- Móricz Zsigmond: Árvácska
- Németh László esszékötete: A minőség forradalma
- Radnóti Miklós önéletrajzi írása: Ikrek hava
- Füst Milán drámája: IV. Henrik király, (kilenc évvel megírása után jelenik meg)
- Kosztolányi Dezső tanulmányainak, kritikáinak halála után kiadott 11 kötetnyi gyűjteményéből ez évben megjelenik: Lenni vagy nem lenni; Erős várunk, a nyelv; Kortársak
- Rejtő Jenő népszerű regényei:
  - A három testőr Afrikában
  - A tizennégy karátos autó
  - Piszkos Fred, a kapitány

## Születések
- január 4. – Kao Hszing-csien Nobel-díjas (2000) kínai próza- és drámaíró
- február 9. – John Maxwell Coetzee Ausztráliában élő Nobel-díjas (2003) dél-afrikai regényíró, irodalomtörténész, kritikus, nyelvész, fordító és esszéista
- március 18.– Kolozsvári Papp László író, műfordító († 2005)
- április 13. – J. M. G. Le Clézio Nobel-díjas (2008) francia regényíró
- április 15. – Vathy Zsuzsa író, újságíró, szerkesztő († 2017)
- május 24. – Joszif Alekszandrovics Brodszkij Nobel-díjas (1987) orosz költő, esszéíró († 1996)
- július 5. – Tolnai Ottó Kossuth-díjas szerbiai magyar író, költő, műfordító

- augusztus 7. – Bella István költő, műfordító († 2006)

## Halálozások
- január 27. – Iszaak Babel orosz, szovjet író, drámaíró, forgatókönyvíró (* 1894)
- március 1. – Anton Hansen Tammsaare észt író (* 1878)
- március 10. – Mihail Bulgakov orosz, szovjet író, A Mester és Margarita szerzője (* 1891)
- március 16. – Selma Lagerlöf svéd írónő; az első nő, aki irodalmi Nobel-díjban részesült (* 1858)
- május 20. – Verner von Heidenstam Nobel-díjas (1916) svéd költő, író (* 1859)
- július 3. – Császár Elemér irodalomtörténész (* 1874)
- szeptember 26. – Walter Benjamin német filozófus, irodalomkritikus, esszéista, művészetteoretikus (* 1892)
- október 26. – Pásztor Árpád író, riporter, műfordító (* 1877)
- november 4. – Manuel Azaña nemzeti irodalmi díjas spanyol író, politikus (* 1880)
- november 7. – Pintér Jenő irodalomtörténész, a pozitivista irodalomtudomány kiemelkedő képviselője (* 1881)
- november 27. – Nicolae Iorga román történész, irodalmi kritikus, drámaíró, költő (* 1871)
- december 21. – F. Scott Fitzgerald, az első világháború utáni évek jeles amerikai regény- és novellaírója (* 1896)